# Can Masdeu
Can Masdeu (Catalán pronunciación: [ˈkam məzˈðew]) es una masía que funciona como centro social ocupado, residencia y huerto comunitario, situada en el camino del Hospital de Sant Llatzer del parque de Collserola, entre el barrio de Horta y Canyelles de Barcelona.
El edificio, propiedad del Hospital de Sant Pau, era un antiguo leprosario de San Pablo abandonado durante 53 años. Estuvo ocupado por un grupo internacional de activistas en el año 2001.
La mayoría de los domingos desde finales de septiembre hasta principios de junio el centro se abre y se ofrece visita guiada en cual los residentes explican cómo vivir en la comunidad, la toma de decisiones basada en el consenso, la jardinería y la vida ecológica y el funcionamiento del centro social. Entre 100 y 300 personas suben la colina a comer o participar en actividades relacionadas con ecología, activismo y autogestión.

## El nombre Can Masdeu
"Can" significa "la propiedad de" y "Masdeu" viene de la familia Masdeu que una vez vivió en la alquería en el centro del valle. Por lo tanto, Can Masdeu puede referirse a cualquiera de los siguientes:
·        La masía – una mansión o hacienda de construcción tradicional patriarcal ibérico
·        El valle o los huertos comunitarios que están en el valle
·        La comunidad de los okupas
·        El centro social o el proyecto ecología asociado con el centro
·        El antiguo leprosario o el convento que una vez era el uso principal de la masía y el valle

## El terreno, la ubicación y la historia
El terreno mantenido por los okupas incluye casi una hectárea de tierras en uso como huertos, una leprosería abandonada y 15 hectáreas de bosque de pino. El edificio principal haciendo en una colina soleada cuenta con cuatro plantas y 24 habitaciones de varios tamaños incluyendo un gran salón.
Can Masdeu se sitúa cerca de la estación de Metro L3 Canyelles en Barcelona. Al principio de la pista de tierra hay indicación que pone "Valle de Can Mas Deu" a 500 m de la casa.
El edificio fue construido sobre una ruina Romana y rodeado por viña hasta a la aparición de la filoxera. Luego la ciudad de Barcelona se expandió hasta Nou Barris. La masía fue construida en el siglo XVII. A principios del siglo XX, se reconstruyó como convento, añadiendo habitaciones, el comedor, y la cocina, y poco más tarde se convirtió en hospital de leprosos. En 1948 se cerró y quedó abandonado; el miedo a la lepra puede haber sido un factor del abandono durante tantos años.

## Ocupación y el estatus legal

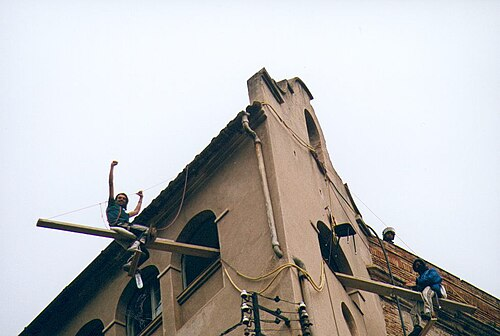
Dos okupas se equilibran en "el palo de muerte" para resistir el desalojo por la policía.

Un grupo internacional de activistas llevaron más de un año buscando el mejor lugar para ocupar en Barcelona, y en diciembre de 2001 se mudaron al hospital abandonado. La meta era celebrar una conferencia para concienciar a la gente sobre el cambio climático. El sitio se hizo famoso en 2002 cuando 11 okupas resistieron a su desalojo por más de 100 miembros de la policía.  Durante una oposición de resistencia no violenta que duró tres días, fueron incapaces de desalojar a los ocupantes. Los okupas usaron algunos técnicos para mantener control del espacio, incluyendo cerrar con llave sus cuerpos al edificio en posiciones elevadas y precarias. Se creó una situación en la cual la policía no pudieron quitar los okupas sin el riesgo de lesionarse a sí mismo o a los okupas. Algunos okupas colgados se cerraron con llave al edificio, mientras otros equilibran en un balancín donde ningún okupa solo podría ser quitado sin dejar caer el otro. Muchos estaban suspendidos afuera del edificio en estructuras caseras e incluso el uso de una bañera.
La policía cambió su estrategia inicial de expulsión forzosa a una de esperar para que los okupas descendieran por agua y comida. Esperaron por 3 días con creciente apoyo local y atención de los medios. Cientos de espectadores vinieron para mirar la ocupación, muchos gritaban consignas, y pararon el tráfico en la carretera local. Una organización holandesa de solidaridad organizó una ocupación de la embajada española en Holanda. Después de 3 días, el juez de Barcelona supervisando el caso ordenó la retirada de la policía.
La decisión del juez especificó que los derechos humanos y la seguridad son más importantes que los derechos de propiedad.

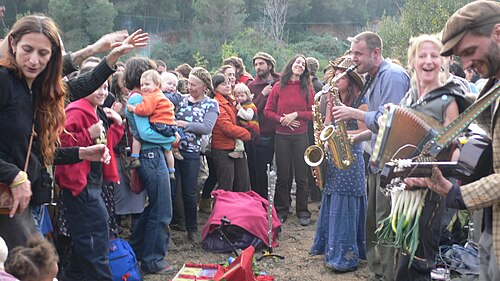
Miembros de la banda de Barcelona Gadjo tocando a la Calçotada de Can Masdeu - Primavera 2007

Se han presentado casos civiles y criminales contra los okupas de Can Masdeu desde 2002. La comunidad ha perdido la mayoría de estos casos; no obstante, siguen ocupando el sitio, en parte porque el hospital propietario no tiene la capacidad financiera para renovar la estructura. Además, hay otro edificio institucional abandonado justo al lado de Can Masdeu que es más grande y más fácilmente renovado para usar, por eso es difícil para el hospital dar una razón adecuada para reclamar Can Masdeu.

## Las relaciones locales
Las relaciones con la población local circundante han sido un foco de los esfuerzos de los residentes de Can Masdeu. Inmediatamente después de la ocupación, la comunidad animó a los jardineros locales a venir y plantar jardines en las tierras de Can Masdeu. Aproximadamente una docena de personas al principio, la mayoría mujeres mayores, respondieron a la oferta y empezaron a plantar, principalmente cultivos y algunas flores.

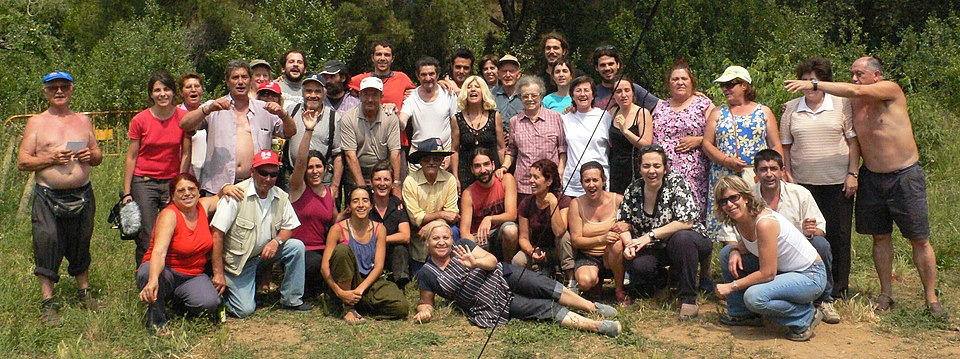
Los jardineros comunitarios comparten responsabilidades, recursos, y tienen fiestas juntos con los residentes de Can Masdeu.

La comunidad es la sede de potlucks mensuales o bimensuales con jardineros locales, y hay reuniones regulares para gestionar los asuntos del jardín. En 2006 una segunda terraza grande de jardines se recuperó de la maleza y plantaron jardines adicionales. Hay tres niveles de jardines, los más bajos son los nuevos, el medio nivel tiene los jardines de producción para la comunidad, y los más altos son los originales. Los vecinos originalmente venían del distrito de Nou Barris, pero cada vez más los jardineros locales que se mudan a otras ubicaciones cercanos siguen viniendo a Can Masdeu para mantener sus parcelas.

## Las actividades del centro social
La mayoría de los domingos desde finales de septiembre hasta principios de junio Can Masdeu ofrece talleres públicos en el centro social que se llama el PIC, o Punt d’Interracció de Collserola. Estos talleres y presentaciones cubren una variedad de temas incluyendo:
·        Asuntos ambientales
·        Permacultura y granjera orgánica
·        Los movimientos de las comunidades
·        Resistencia política
·        Exhibiciónes de películas independientes
·        La música, baile y la expresión cultural
·        Recorridos de las tierras y el edificio
Se sirve comida vegetariana por unos 5 euros.
El Centro Social y el ‘Rurbar’, un café que sirve comida local orgánica y bebidas, se abren la mayoría de los domingos desde el mediodía hasta la noche. Las actividades se enumeran en el sitio web, en la página de Facebook, y en el boletín informativo ‘Infosurpa’.

## Las renovaciones y funciones

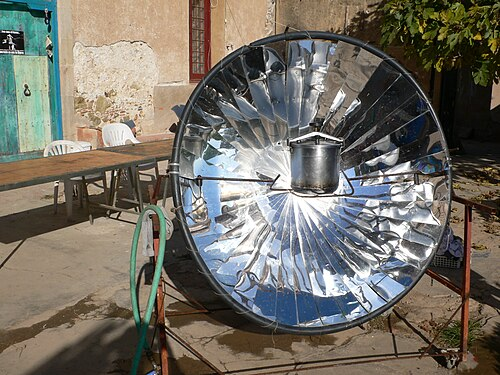
La energía solar se utiliza al máximo.

Una renovación sustancial era necesaria para hacer el espacio habitable. Los okupas vaciaron y ordenaron las habitaciones y otros espacios en el edificio a lo largo de 3 años. Los residentes disfrutan un estilo de vida de baja energía y bajo impacto con pocas instalaciones eléctricas y unas estufas de madera por la comunidad.

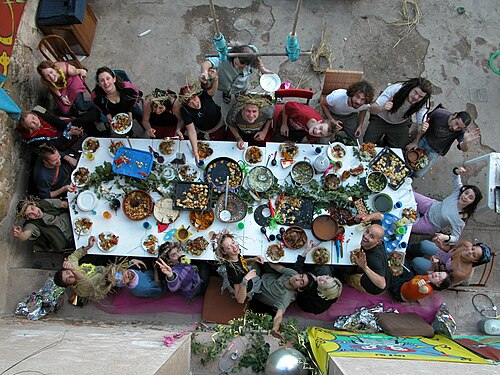
El almuerzo y la cena son comunales.

La comunidad opera un taller de bicicletas, hornea pan para la comida comunitaria y para vender a los locales, provee espacio a las escuelas secundarias para reuniones y performances, y también aloja reuniones de grupos progresivos y de resistencia.

## El estatus actual
Hasta 2018, 24 adultos y 5 hijos viven en y comparten la casa. La participación de la comunidad incluye reuniones bisemanales, jardinería orgánica, las tareas domésticas, 2 comidas colectivas cada día, y cada miembro contribuye 100 euros por mes para los costos generales. Muchos miembros trabajan fuera de la casa, aunque hay industrias artesanales tales como la cerveza, las sillas, los remedios herbales, o el servicio de comida orgánica. Los idiomas de trabajo son Catalán y Castellano, sin embargo porque el grupo es internacional, también se habla Inglés, Italiano, Francés, Euskera y Esperanto.
La comunidad aloja algunos huéspedes que son amigos de la comunidad o involucrados en proyectos o movimientos alineados. La comunidad recibe muchas más solicitudes de alojamiento de las que tiene capacidad de proporcionar. 
A diferencia de la mayoría de okupas e incluso comunidades intencionales, Can Masdeu tiene una baja rotación de residentes, con un promedio de una persona saliendo por año entre 2013-2018.